# 33560 D'Alessandro
33560 D'Alessandro este o planetă minoră (asteroid) din centura de asteroizi. A fost descoperită pe 10 mai 1999 la Experimental Test Site⁠(d) de Lincoln Near-Earth Asteroid Research. 
Obiectul prezintă o orbită caracterizată de o semiaxă mare de 2,3353613 UAi, o excentricitate de 0,11, o înclinație de 7,1273 ° în raport cu ecliptica.